# 鋼の錬金術師 (アニメ)
『鋼の錬金術師』（はがねのれんきんじゅつし）は、荒川弘の漫画『鋼の錬金術師』を原作としたボンズ制作の日本のファンタジーアニメ。テレビアニメ作品として2003年10月4日から2004年10月2日まで毎日放送制作・TBS系列ほかにおいて放送された。
キャッチコピーは「とりもどせ、すべてを」。

## 概要
本作品は原作の連載終了の目途も立っていない時期に制作されており、毎週放送では原作に追いついてしまうため、原作者である荒川弘の意向によって、ほとんどのストーリーや世界観、登場人物の設定などが異なる。物語の序盤は原作に沿ったストーリーが展開されるが、原作第7巻以降の登場人物は登場せず、中盤以降は完全アニメオリジナルのストーリーとなり、いわゆる物語の“黒幕”となる存在やその目的、主人公たちが迎える物語の結末も原作とは異なる。
タイトルに「FULLMETAL ALCHEMIST」とあるが、2009年に再アニメ化された『鋼の錬金術師 FULLMETAL ALCHEMIST』との差別を図るため、本作品では用いられない。
2005年には本作品の最終話の後日談を描く完結編として、『劇場版 鋼の錬金術師 シャンバラを征く者』が松竹の配給で上映された。
原作漫画に準拠した内容での進行は、2009年の『FA』からで、製作や放送ネットこそ本作品と同じくボンズかつTBS系列であるが、一部スタッフやキャストが変更になっている（プロデューサーの丸山博雄や南雅彦、主人公のエルリック兄弟の声優などは続投）。また、2011年に上映された劇場版『鋼の錬金術師 嘆きの丘の聖なる星』の配給も2005年の劇場版と同じく松竹が担当しているが、こちらも本作品との物語上の関わりはない。

## 反響・評価
最高視聴率は8.4%、平均視聴率は前半で7%前後、後半で5%を記録しし、毎日放送制作土曜夕方6時枠のアニメ（土6）の前番組『機動戦士ガンダムSEED』や後番組『機動戦士ガンダムSEED DESTINY』同様ヒット作となった。また、後述にあるように国内外において数々の賞を受賞した。監督の水島精二は「過去関わったどの作品よりも反響は大きかった」と発言している。第10話「怪盗サイレーン」では女優の白石美帆がクララ（サイレーン）役で声優に初挑戦し、芸能関連メディアにも取り上げられた。2008年4月にオリコンが行った「今までで最も面白かったテレビアニメ」のアンケートで第9位に選出された。
水島監督は「アニメ版は二次作品」、原作者の荒川弘は「根っこの部分さえ取り違えなければ思い切りやっちゃってOK」、「原作と全く同じならアニメという別メディアに乗せる必要は無いと思うので」とそれぞれ発言している。しかし、原作と異なる（サスペンスの要素を取り込んだ）物語や登場人物の扱われようの違いから、本作品に対する評価は賛否両論に分かれている。
この他、本作品の主題歌やオムニバスなどのヒットが挙げられる。
日本国内
- 平成16年度第8回文化庁メディア芸術祭アニメーション部門 審査委員会推薦作品
- 第9回アニメーション神戸 作品賞・テレビ部門
- 東京アニメアワード2004 ノミネート部門 テレビ部門 優秀作品賞
- 日本のメディア芸術100選（2000年代）アニメーション部門第3位

アメリカ合衆国
2004年10月より、カートゥーン ネットワークにて『FULLMETAL ALCHEMIST』のタイトルで放送された。2007年2月24日には、日本のアニメを対象とした AMERICAN ANIME AWARDS にて「ベスト長編シリーズ賞」「ベストDVDパッケージデザイン賞」「ベストキャスト賞」を受賞した。また、エドワード・エルリック役のヴィック・ミニョーニャが「ベスト男性声優賞」を、オープニングテーマの「リライト」が「ベスト主題歌賞」をそれぞれ受賞した。

## ストーリー
錬金術が科学として発達した世界にある軍事国家「アメストリス」。そこで、幼いころから共に卓越した錬金術の才能を持っていたエドワード・エルリック（エド）と弟のアルフォンス・エルリック（アル）は、病気で亡くした母を錬金術で最大の禁忌とされる「人体錬成」によって蘇らせようと試みるが失敗し、エドはその代償として自らの左脚を、アルは自らの全身を失ってしまう。エドはとっさの判断で自らの右腕を代償にアルの魂をその場にあった全身鎧に定着させ、なんとか弟を死の淵から救い出す。しかし、エルリック兄弟が失ったものはあまりにも大きかった。
その後、「国家錬金術師」と呼ばれる国家資格を取れば高額な研究費が支給され、特殊文献の閲覧や国の研究施設の利用が可能となり、身体を取り戻す方法を見つけられるかもしれないという話がエドの耳に入る。機械鎧技師であるピナコ・ロックベルとピナコの孫で幼馴染のウィンリィ・ロックベルに「機械鎧」（オートメイル）と呼ばれる鋼の義手と義足を身に着けてもらうことを決意したエドは、1年間のリハビリを経てアルとともに国家錬金術師の試験を受ける。人体錬成を行ったことにより、手のひらを合わせただけで錬成を行えるという能力を得ていたエドは、国家錬金術師の資格を史上最年少で取得する。鋼の右腕と左脚を持つことから国家錬金術師としての二つ名「鋼」を与えられたエドは故郷を捨て、アルとともに身体を取り戻す方法を探すための長い旅へ旅立った。
旅を続けていくうち、錬金術の基本原理である等価交換の法則を無視してわずかな代価で莫大な錬成を行うことができるようになるという「賢者の石」の噂を聞いたエルリック兄弟は、この賢者の石を使って自分たちの本当の身体を取り戻そうと研究を進めていくが、やがて「賢者の石の精製には大量の人間の命が必要」という驚くべき事実にたどり着く。一旦は絶望に暮れるが、アルの身体を取り戻したいエドは「ホムンクルス」と呼ばれる者たちに導かれ、人間の命を使って賢者の石の錬成を行うことを決意する。しかし、エドは錬成の直前で「やはり人間の命を使うことはできない」とあきらめてしまう。
その後、人間の命を使わずに賢者の石を錬成する方法を探すうち、アル自体が賢者の石として錬成され、所属していた軍からも追われる立場となってしまう。エルリック兄弟の行く手には、まだいくつもの苦難が待ち受けていた。

## 用語
基本的に設定は原作と大きな差異は無い。ここでは原作と違う物を挙げる。その他のものは、原作の用語欄（鋼の錬金術師#用語）を参照。
錬金術
物語の世界において、発展した技術および学問。物質の構成や形を変えて別の物に作り変える技術と、それにともなう理論体系を扱う学問である。
基本的には原作の設定に準じるが、錬成に必要なエネルギーが平行世界の死者の魂に変更されている（詳細は「真理の扉」を参照）。
賢者の石
幻の術増幅器で、壊れることのない完全な物質とされる物。エルリック兄弟の旅のそもそもの目的でもある。
正体は生者の魂を濃縮した物質であり、完成品でも使用に応じて小さくなる。また、原作とは異なり人間の肉体も材料となる。未完成品として「紅い石」が登場し、国家錬金術師が所有する銀時計にこれが内蔵されている。
門
人体錬成を行った際に現れる扉で、原作での真理の扉に相当する。原作と違い、必ずしも異空間に飛ばされるわけではない。
本作品の世界は、現実の世界の並行世界と設定されており、この門は物語の世界と現実の世界を結ぶ接点となっている。現実世界の死者の魂はここに吸い寄せられ、錬金術を行う際のエネルギー源となる。また、場合によってはここを通過することで世界の間を往来することもできる。
ダンテが研究の果てに、肉体・精神・魂の結びつきが弱い赤ん坊を使うことで代価を払わずに開けることに成功している。
ホムンクルス
人体錬成の失敗によって人間の形を成さないまま生み出された「出来損ない」に、賢者の石の未完成品「紅い石」を食べさせることにより、人間と同じ形を持たせた者たちのこと。設定は原作とほぼ別物であり、アニメ制作当時に原作未登場だったスロウス、プライド、ラースは人物設定自体も変更されている。
統括者たるダンテとの関係は基本的に「人間になりたい」という欲求を持つホムンクルスに、ダンテが「人間にする」という約束を取り交わしたうえで使役しているに過ぎない。また、ダンテがホムンクルスの誕生に関わるのは、他人が作ったホムンクルスに「紅い石」を与えるだけという場合も多い。
人体錬成の結果ゆえの存在であるため、ベースとなった人間が存在する。弱点はベースとなった人間の遺骸であり、それを目前に出されるとまともに動けなくなってしまう。
軍部（アメストリス国軍）
アメストリスの軍隊。軍事国家なので事実上の政府に近い。独裁体制や組織体系などは原作とほぼ同じだが、体制自体は原作より中央集権的となっており、各地方司令部の扱いも駐屯地程度のものとなっている。また、残虐性は原作以上に重く、国家ひいては軍部に反発する民衆の姿やそれに類する描写が多い。最終話で大総統が失踪したことにより、軍部の実権が「新政府議会」に明け渡すことになった。
フラメルの十字架
イズミの師匠であるダンテから使われた錬金術師の紋章。フラメルの十字架を用いる錬金術はホムンクルスの体内の赤い石を排出させるための「封印の錬成陣」として使用された。

## 原作との相違点
- 錬成を行うために必要な錬成陣やホムンクルスが持つウロボロスの紋章、国家錬金術師に与えられる銀時計のデザインなどが、原作の六芒星を基にしたものから変更されている。また、証である銀時計は錬成力の増幅ができるという設定がある。
- エルリック兄弟の修行時代や国家錬金術師試験など、アニメの企画段階に原作でまだ描かれていなかった部分のストーリーについては、大きく異なるか、もしくは完全オリジナルとなっている。

## 登場人物
- エドワード・エルリック
- アルフォンス・エルリック

以上の人物については各個別項目を参照。
エド、アル以外の登場人物については鋼の錬金術師の登場人物一覧 (アニメ)を参照。

## スタッフ
- 原作 - 荒川弘（掲載 月刊「少年ガンガン」スクウェア・エニックス刊）
- 監督 - 水島精二
- ストーリーエディター - 會川昇
- キャラクターデザイン - 伊藤嘉之
- メインアニメーター - 杉浦幸次、富岡隆司
- プロダクションデザイン - 荒牧伸志
- キメラデザイン - 石垣純哉
- 美術デザイン - 成田偉保
- 美術監督 - 橋本和幸
- 色彩設計 - 中山しほ子
- 撮影監督 - 福士享
- 音響監督 - 三間雅文
- 音楽 - 大島ミチル
- 音楽プロデューサー - 篠原廣人
- プロデューサー - 丸山博雄（毎日放送）、大山良、南雅彦（ボンズ）
- 製作 - 毎日放送、アニプレックス、ボンズ

## 主題歌
下記の歴代オープニングテーマ曲とエンディングテーマ曲を網羅したアルバム『鋼の錬金術師 COMPLETE BEST』が、オリコンチャートアルバム部門で初登場で1位を獲得。これは、アニメCDのオリコン首位獲得は史上4作目であることに加え、アニメのコンピレーションアルバムとしては、史上初の1位獲得という快挙であった。また、同アルバムは、第19回ゴールドディスクアニメーションオブ・ザ・イヤーを受賞している。
オープニングテーマ
「メリッサ」
歌 - ポルノグラフィティ / 第1期（第2 - 13話（2003年10月11日 - 12月27日））※第1話（10月4日）ではエンディングテーマとして使用。
「READY STEADY GO」
歌 - L'Arc〜en〜Ciel / 第2期（第14 - 25話（2004年1月10日 - 3月27日））
「UNDO」
歌 - COOL JOKE / 第3期（第26 - 41話（2004年4月3日 - 7月24日））
「リライト」
歌 - ASIAN KUNG-FU GENERATION / 第4期（第42 - 51話（2004年7月24日 - 10月2日））
エンディングテーマ
「消せない罪」
歌 - 北出菜奈 / 第1期（第2 - 13話（2003年10月11日 - 12月27日））※第7話ではエンディングアニメーションが一部変更。
「扉の向こうへ」
歌 - YeLLOW Generation / 第2期（第14 - 24話（2004年1月10日 - 3月20日））※第25話（3月27日）では提供クレジットで使用。
「Motherland」
歌 - Crystal Kay / 第3期（第26 - 41話（2004年4月3日 - 7月24日））
「I Will」
歌 - Sowelu / 第4期（第42 - 50話（2004年7月24日 - 9月25日））※第51話（10月2日）では提供クレジットで使用。
挿入歌
「交響曲第5番『運命』より第1楽章」
作曲 - ルートヴィヒ・ヴァン・ベートーヴェン / 第50話で使用。
「別れの曲」
作曲 - フレデリック・ショパン / 第51話で使用。
「БРАТЬЯ」
作曲 - 大島ミチル / ロシア語である。

## 各話リスト
| 話数   | 放送日         | サブタイトル                             | 脚本            | 絵コンテ                | 演出              | 作画監督                                | DVD収録 |
| ------ | -------------- | ---------------------------------------- | --------------- | ----------------------- | ----------------- | --------------------------------------- | ------- |
| 第1話  | 2003年 10月4日 | 太陽に挑む者                             | 會川昇          | 水島精二                | 角田一樹          | 伊藤嘉之 稲留和美                       | 第1巻   |
| 第2話  | 10月11日       | 禁忌の身体                               | 會川昇          | 安田賢司                | 安田賢司          | 菅野宏紀                                | 第1巻   |
| 第3話  | 10月18日       | おかあさん…                              | 會川昇          | 金子伸吾                | 金子伸吾          | 伊藤秀樹 小栗寛子                       | 第2巻   |
| 第4話  | 10月25日       | 愛の錬成                                 | 井上敏樹        | 安田賢司                | 中村賢太朗        | 芝美奈子                                | 第2巻   |
| 第5話  | 11月1日        | 疾走! 機械鎧                             | 吉永亜矢        | 笹木信作                | うえだしげる      | 古賀誠、中本尚子 中澤勇一               | 第2巻   |
| 第6話  | 11月8日        | 国家錬金術師資格試験                     | 高橋ナツコ      | 角田一樹                | 松浦錠平          | 門智昭                                  | 第2巻   |
| 第7話  | 11月15日       | 合成獣が哭く夜                           | 會川昇          | 安田賢司                | 安田賢司          | 稲留和美                                | 第3巻   |
| 第8話  | 11月22日       | 賢者の石                                 | 會川昇          | 橘正紀                  | 秦義人            | 向田隆                                  | 第3巻   |
| 第9話  | 11月29日       | 軍の狗の銀時計                           | 高山カツヒコ    | 横山彰利 水島精二       | 大槻敦史          | 菅野宏紀                                | 第3巻   |
| 第10話 | 12月6日        | 怪盗サイレーン                           | 井上敏樹        | 京田知己                | 橋本昌和          | 関口可奈味                              | 第3巻   |
| 第11話 | 12月13日       | 砂礫の大地・前編                         | 高橋ナツコ      | 京田知己                | 角田一樹          | 伊藤秀樹                                | 第4巻   |
| 第12話 | 12月20日       | 砂礫の大地・後編                         | 石川学          | 笹木信作                | 阿宮正和          | 門智昭                                  | 第4巻   |
| 第13話 | 12月27日       | 焔 vs 鋼                                 | 會川昇          | 安藤真裕                | 安藤真裕          | 小栗寛子                                | 第4巻   |
| 第14話 | 2004年 1月10日 | 破壊の右手                               | 會川昇          | 岩崎太郎                | 岩崎太郎          | 向田隆                                  | 第4巻   |
| 第15話 | 1月17日        | イシュヴァール虐殺                       | 會川昇          | 安田賢司                | 安田賢司          | 稲留和美                                | 第5巻   |
| 第16話 | 1月24日        | 失われたもの                             | 會川昇          | 京田知己                | 橋本昌和          | 関口可奈味                              | 第5巻   |
| 第17話 | 1月31日        | 家族の待つ家                             | 高橋ナツコ      | 角田一樹                | 角田一樹          | 菅野宏紀                                | 第5巻   |
| 第18話 | 2月7日         | マルコー・ノート                         | 石川学          | 笹木信作                | 大槻敦史          | 杉浦幸次                                | 第5巻   |
| 第19話 | 2月14日        | 真実の奥の奥                             | 高山カツヒコ    | 中津環                  | 中津環            | 伊藤秀樹                                | 第6巻   |
| 第20話 | 2月21日        | 守護者の魂                               | 高山カツヒコ    | 岩崎太郎                | 岩崎太郎          | 向田隆                                  | 第6巻   |
| 第21話 | 2月28日        | 紅い輝き                                 | 會川昇          | 安藤真裕                | 安藤真裕          | 小栗寛子                                | 第6巻   |
| 第22話 | 3月6日         | 造られた人間                             | 會川昇          | 増井壮一                | 橋本昌和          | 関口可奈味                              | 第6巻   |
| 第23話 | 3月13日        | 鋼のこころ                               | 高橋ナツコ      | 安田賢司                | 安田賢司          | 稲留和美 高橋久美子                     | 第7巻   |
| 第24話 | 3月20日        | 思い出の定着                             | 井上敏樹        | 笹木信作                | 小高義規          | 古賀誠                                  | 第7巻   |
| 第25話 | 3月27日        | 別れの儀式                               | 會川昇          | 増井壮一                | 角田一樹 水島精二 | 菅野宏紀 伊藤嘉之                       | 第7巻   |
| 第26話 | 4月3日         | 彼女の理由                               | 高橋ナツコ      | 岩崎太郎                | 岩崎太郎          | 河野稔 向田隆                           | 第7巻   |
| 第27話 | 4月10日        | せんせい                                 | 高山カツヒコ    | 安藤真裕                | 安藤真裕          | 伊藤秀樹                                | 第8巻   |
| 第28話 | 4月17日        | 一は全、全は一                           | 大和屋暁        | うえだしげる            | うえだしげる      | 前田明寿                                | 第8巻   |
| 第29話 | 4月24日        | 汚れなき子ども                           | 會川昇          | 中津環                  | 中津環            | 富岡隆司 矢崎優子                       | 第8巻   |
| 第30話 | 5月1日         | 南方司令部襲撃                           | 會川昇          | 増井壮一                | 橋本昌和          | 関口可奈味                              | 第8巻   |
| 第31話 | 5月8日         | 罪                                       | 會川昇          | 安田賢司                | 安田賢司          | 稲留和美                                | 第9巻   |
| 第32話 | 5月15日        | 深い森のダンテ                           | 會川昇 大和屋暁 | 橘正紀                  | 岩崎太郎          | 向田隆                                  | 第9巻   |
| 第33話 | 5月29日        | 囚われたアル                             | 大和屋暁        | 岩崎太郎                | 角田一樹          | 菅野宏紀                                | 第9巻   |
| 第34話 | 6月5日         | 強欲の理論                               | 大和屋暁        | 増井壮一                | 福多潤            | 窪敏 宮前真一                           | 第9巻   |
| 第35話 | 6月12日        | 愚者の再会                               | 井上敏樹        | 安藤真裕                | 安藤真裕          | 伊藤秀樹 小栗寛子                       | 第10巻  |
| 第36話 | 6月19日        | 我が内なる科人                           | 會川昇          | 安田賢司                | 橋本昌和          | 関口可奈味                              | 第10巻  |
| 第37話 | 6月26日        | 焔の錬金術師 戦う少尉さん 第十三倉庫の怪 | 高山カツヒコ    | 金子伸吾                | 金子伸吾          | 矢崎優子                                | 第10巻  |
| 第38話 | 7月3日         | 川の流れに                               | 大和屋暁        | 岩崎太郎                | 岩崎太郎          | 向田隆 谷口淳一郎                       | 第10巻  |
| 第39話 | 7月10日        | 東方内戦                                 | 會川昇          | 角田一樹                | 角田一樹          | 菅野宏紀 稲留和美                       | 第11巻  |
| 第40話 | 7月17日        | 傷痕                                     | 會川昇          | 安田賢司                | 安田賢司          | 伊藤嘉之、中本尚子 中澤勇一、高橋久美子 | 第11巻  |
| 第41話 | 7月24日        | 聖母                                     | 會川昇          | 中津環                  | 中津環            | 伊藤秀樹 小栗寛子                       | 第11巻  |
| 第42話 | 7月24日        | 彼の名を知らず                           | 會川昇          | 橋本昌和                | 橋本昌和          | 関口可奈味                              | 第11巻  |
| 第43話 | 7月31日        | 野良犬は逃げ出した                       | 會川昇          | 安藤真裕                | 安藤真裕          | 斎藤英子 矢崎優子                       | 第12巻  |
| 第44話 | 8月7日         | 光のホーエンハイム                       | 會川昇          | ところともかず 水島精二 | 岩崎太郎          | 向田隆 谷口淳一郎                       | 第12巻  |
| 第45話 | 8月21日        | 心を劣化させるもの                       | 會川昇          | ユキヒロ                | 角田一樹          | 菅野宏紀 稲留和美                       | 第12巻  |
| 第46話 | 8月28日        | 人体錬成                                 | 會川昇          | うえだしげる            | うえだしげる      | 中本尚子、山本佐和子 中澤勇一           | 第12巻  |
| 第47話 | 9月4日         | ホムンクルス封印                         | 會川昇          | 金子伸吾                | 金子伸吾          | 伊藤秀樹 小栗寛子                       | 第13巻  |
| 第48話 | 9月11日        | さようなら                               | 會川昇          | 安田賢司                | 橋本昌和          | 関口可奈味                              | 第13巻  |
| 第49話 | 9月18日        | 扉の向こうへ                             | 會川昇          | 中津環                  | 中津環            | 斎藤英子 矢崎優子                       | 第13巻  |
| 第50話 | 9月25日        | 死                                       | 會川昇          | 安藤真裕                | 安藤真裕          | 菅野宏紀 富岡隆司                       | 第13巻  |
| 第51話 | 10月2日        | ミュンヘン1921                           | 會川昇          | 水島精二 安田賢司       | 角田一樹 安田賢司 | 伊藤嘉之                                | 第13巻  |

- 2004年5月22日は日朝首脳会談の特別番組のために休止され、翌週の5月29日に第33話が放送された。
- 2004年8月14日はアテネオリンピック番組のために休止され、翌週の8月21日に第45話が放送された。

## 放送局
| 放送地域       | 放送局             | 放送期間                                       | 放送日時                              | 放送系列 | 備考             |
| -------------- | ------------------ | ---------------------------------------------- | ------------------------------------- | -------- | ---------------- |
| 近畿広域圏     | 毎日放送           | 2003年10月4日 - 2004年10月2日                  | 土曜 18:00 - 18:30                    | TBS系列  | 製作局           |
| 北海道         | 北海道放送         | 2003年10月4日 - 2004年10月2日                  | 土曜 18:00 - 18:30                    | TBS系列  |                  |
| 岩手県         | IBC岩手放送        | 2003年10月4日 - 2004年10月2日                  | 土曜 18:00 - 18:30                    | TBS系列  |                  |
| 宮城県         | 東北放送           | 2003年10月4日 - 2004年10月2日                  | 土曜 18:00 - 18:30                    | TBS系列  |                  |
| 山形県         | テレビユー山形     | 2003年10月4日 - 2004年10月2日                  | 土曜 18:00 - 18:30                    | TBS系列  |                  |
| 福島県         | テレビユー福島     | 2003年10月4日 - 2004年10月2日                  | 土曜 18:00 - 18:30                    | TBS系列  |                  |
| 関東広域圏     | 東京放送           | 2003年10月4日 - 2004年10月2日                  | 土曜 18:00 - 18:30                    | TBS系列  |                  |
| 山梨県         | テレビ山梨         | 2003年10月4日 - 2004年10月2日                  | 土曜 18:00 - 18:30                    | TBS系列  |                  |
| 新潟県         | 新潟放送           | 2003年10月4日 - 2004年10月2日                  | 土曜 18:00 - 18:30                    | TBS系列  |                  |
| 富山県         | チューリップテレビ | 2003年10月4日 - 2004年10月2日                  | 土曜 18:00 - 18:30                    | TBS系列  |                  |
| 鳥取県 島根県  | 山陰放送           | 2003年10月4日 - 2004年10月2日                  | 土曜 18:00 - 18:30                    | TBS系列  |                  |
| 山口県         | テレビ山口         | 2003年10月4日 - 2004年10月2日                  | 土曜 18:00 - 18:30                    | TBS系列  |                  |
| 愛媛県         | あいテレビ         | 2003年10月4日 - 2004年10月2日                  | 土曜 18:00 - 18:30                    | TBS系列  |                  |
| 高知県         | テレビ高知         | 2003年10月4日 - 2004年10月2日                  | 土曜 18:00 - 18:30                    | TBS系列  |                  |
| 福岡県         | RKB毎日放送        | 2003年10月4日 - 2004年10月2日                  | 土曜 18:00 - 18:30                    | TBS系列  |                  |
| 長崎県         | 長崎放送           | 2003年10月4日 - 2004年10月2日                  | 土曜 18:00 - 18:30                    | TBS系列  |                  |
| 熊本県         | 熊本放送           | 2003年10月4日 - 2004年10月2日                  | 土曜 18:00 - 18:30                    | TBS系列  |                  |
| 大分県         | 大分放送           | 2003年10月4日 - 2004年10月2日                  | 土曜 18:00 - 18:30                    | TBS系列  |                  |
| 宮崎県         | 宮崎放送           | 2003年10月4日 - 2004年10月2日                  | 土曜 18:00 - 18:30                    | TBS系列  |                  |
| 沖縄県         | 琉球放送           | 2003年10月4日 - 2004年10月2日                  | 土曜 18:00 - 18:30                    | TBS系列  |                  |
| 中京広域圏     | 中部日本放送       | 2003年10月11日 - 2004年10月9日                 | 土曜 17:00 - 17:30                    | TBS系列  | [ 注 1 ]         |
| 青森県         | 青森テレビ         | 2003年10月11日 - 2004年4月 2004年4月 - 10月2日 | 土曜 17:30 - 18:00 土曜 18:00 - 18:30 | TBS系列  | [ 注 2 ]         |
| 長野県         | 信越放送           | 2003年10月11日 - 2004年10月9日                 | 土曜 17:30 - 18:00                    | TBS系列  |                  |
| 石川県         | 北陸放送           | 2003年10月11日 - 2004年10月9日                 | 土曜 17:30 - 18:00                    | TBS系列  |                  |
| 静岡県         | 静岡放送           | 2003年10月11日 - 2004年10月9日                 | 土曜 17:30 - 18:00                    | TBS系列  |                  |
| 岡山県・香川県 | 山陽放送           | 2003年10月11日 - 2004年10月9日                 | 土曜 17:30 - 18:00                    | TBS系列  |                  |
| 広島県         | 中国放送           | 2003年10月11日 - 2004年10月9日                 | 土曜 17:30 - 18:00                    | TBS系列  |                  |
| 鹿児島県       | 南日本放送         | 2003年10月11日 - 2004年10月9日                 | 土曜 17:30 - 18:00                    | TBS系列  |                  |
| 日本全域       | アニマックス       | 2003年10月11日 - 2004年10月16日                | 土曜 18:30 - 19:00                    | CS放送   | リピート放送あり |

## メディア展開

### 映画
『劇場版 鋼の錬金術師 シャンバラを征く者』
本作品の最終話のその後を描くシリーズ完結編。2005年7月23日公開。

### DVD
鋼の錬金術師
全13巻。テレビ放送された全51話を収録。全巻と劇場版を合わせた累計売上は100万枚に達した。
| 巻数   | 発売日         | 収録エピソード  |
| ------ | -------------- | --------------- |
| 第1巻  | 2003年12月17日 | 第1話 - 第2話   |
| 第2巻  | 2004年1月21日  | 第3話 - 第6話   |
| 第3巻  | 2004年3月24日  | 第7話 - 第10話  |
| 第4巻  | 2004年4月28日  | 第11話 - 第14話 |
| 第5巻  | 2004年5月26日  | 第15話 - 第18話 |
| 第6巻  | 2004年6月23日  | 第19話 - 第22話 |
| 第7巻  | 2004年7月28日  | 第23話 - 第26話 |
| 第8巻  | 2004年8月25日  | 第27話 - 第30話 |
| 第9巻  | 2004年9月29日  | 第31話 - 第34話 |
| 第10巻 | 2004年10月27日 | 第35話 - 第38話 |
| 第11巻 | 2004年11月26日 | 第39話 - 第42話 |
| 第12巻 | 2004年12月22日 | 第43話 - 第46話 |
| 第13巻 | 2005年1月26日  | 第47話 - 第51話 |
鋼の錬金術師 PREMIUM COLLECTION
2006年3月29日発売。USJで開催された『鋼の錬金術師 プレミア・ツアー』にて上映されたオリジナルアニメーションに未公開シーンを加えた完全版と、ショートストーリー新作3本を含む4本立てDVDである。
七大ホムンクルスVS国家錬金術師軍団
エドとアルとウィンリィを人質に取ったホムンクルスと国家錬金術師の戦闘を描く、ショートムービー。イベントのアトラクションムービーという性質上、一種の「お祭りムービー」とも取れる、どの媒体の時間軸上にも位置づけられない外伝的な内容である。エドたちと敵対していたアーチャーも左半身の身体状態で登場して手を貸すという、新米軍人の国家錬金術師の目線から描かれている。DVDではアトラクションと同じ流れで、ハボックのナレーションによる展示物案内からアニメーションムービーへ移る構成となっている。
SHORT COLLECTION
- 実写篇：『鋼の錬金術師』の実写版。エドを探すアルが全身鎧姿のまま、東京某所へ迷い込んだという設定。
- 宴会篇：登場キャラクターが全員2頭身。劇場版の収録後の宴会という設定で、一部のキャラクターの性格が違う。劇場版に登場していないキャラクターも登場する。
- 子供篇：幼少期のエド、アル、ウィンリィを思わせる子供たちが、ある大事な人に会いに東京へ来たという設定。

### CD
オリジナル・サウンドトラック
1. 2004年3月24日発売
2. 2004年12月15日発売
3. 2005年5月18日発売

COMPLETE BEST
本作のオープニングテーマとエンディングテーマを収録したCDアルバム。
DVD同梱版は2004年10月14日発売。CD通常版は2005年2月23日発売。
「鋼の錬金術師」TVアニメーション主題歌集 インストゥルメンタル編
2007年10月3日発売。
オープニングテーマとエンディングテーマをライトクラシックで再構築したCD。

### キャラクターソング
HAGAREN SONG FILE - EDWARD ELRIC -（2004年8月18日、SVWC-1036）
1. 明日への場所 CV：朴璐美
2. RETURNABLE MEMORIES CV：朴璐美
3. 鋼のこころ CV：朴璐美&釘宮理恵&豊口めぐみ
4. 明日への場所 (Instrumental)

HAGAREN SONG FILE - ROY MUSTANG -（2004年12月15日、SVWC-7221）
1. 月の裏側 CV：大川透
2. 少年よ、信じるなかまよ CV：大川透
3. 雨の日はノー・サンキュー CV:大川透&根谷美智子
4. 月の裏側 (Instrumental)

HAGAREN SONG FILE - ALPHONSE ELRIC -（2005年3月24日、SVWC-7231）
1. あの夢の向こうへ CV：釘宮理恵
2. ボクハココニイル CV：釘宮理恵
3. Trance to Homunculus
4. あの夢の向こうへ (Instrumental)

HAGAREN SONG FILE - WINRY ROCKBELL -（2005年6月22日、SVWC-7263）
1. BOY FRIENDS! CV：豊口めぐみ
2. 恋愛参考書 〜Love reference book〜 CV：豊口めぐみ・若林直美
3. 銀時計 CV：豊口めぐみ
4. BOY FRIENDS! (Instrumental)

HAGAREN SONG FILE - MAES HUGHES -（2005年7月20日、SVWC-7277）
1. そして今日も世界は CV：藤原啓治
2. ANGEL HEART CV：藤原啓治
3. パパと遊ぼう CV：藤原啓治、吉田真弓
4. そして今日も世界は (Instrumental)

HAGAREN SONG FILE - BEST COMPILATION -（2005年12月21日、SVWC-7299〜300）
Disc1
1. 明日への場所（朴璐美）
2. RETURNABLE MEMORIES（朴璐美）
3. 鋼のこころ（朴璐美、釘宮理恵、豊口めぐみ）
4. 月の裏側.（大川透）
5. 少年よ、信じるなかまよ（大川透）
6. 雨の日はノー・サンキュー（大川透、根谷美智子）
7. あの夢の向こうへ（釘宮理恵）
8. ボクハココニイル（釘宮理恵）
9. トランス・トゥ・ホムンクルス
10. BOY FRIENDS!（豊口めぐみ）
11. 恋愛参考書〜Love reference book〜（豊口めぐみ、若林直美）
12. 銀時計（豊口めぐみ）
13. そして今日も世界は（藤原啓治）
14. ANGEL HEART（藤原啓治）
15. パパと遊ぼう（藤原啓治、吉田真弓）

Disc2
1. 明日への場所 -Acoustic version-（朴璐美）
2. 月の裏側. -Bossa nova version-（大川透）
3. あの夢の向こうへ -Orchestra version-（釘宮理恵）
4. BOY FRIENDS! -Honey Love version-（豊口めぐみ）
5. そして今日も世界は -UK mix version-（藤原啓治）
6. LASTMEETing.（朴璐美、釘宮理恵、豊口めぐみ、大川透、藤原啓治）
7. Good!（朴璐美、釘宮理恵、豊口めぐみ、大川透、藤原啓治）

### DVD-BOX版
鋼の錬金術師 BOX SET -ARCHIVES-
2009年1月28日発売
テレビアニメ版DVD全巻、テレビアニメPV集ビデオ、劇場版Blu-ray Disc、プレミアムコレクションOVADVD、およびテレビシリーズOSTと劇場版OSTをセットにしたDVD-BOX版。また、クロニクルブックや、公式レプリカグッズ集、ボックス限定イラストを収納。

### BD-BOX版
鋼の錬金術師 Blu-ray Disc Box
2014年10月29日発売
新たにHDリマスタリングしたテレビアニメ版全51話を収録。特典映像はノンテロップOP&ED、コミカル30秒予告編「裏鋼<ウラハガネ>」。
また、劇場版のBlu-ray Disc版も同日発売。

### コンピューターゲームシリーズ
本作品を元に製作されたゲームシリーズ。そのため、2009年から2010年にかけて原作と2009年のアニメを元に製作されたゲームシリーズとは無関係である（ただし、ゲーム製作メーカーは2009年から2010年版のゲームと共通している）。
鋼の錬金術師 翔べない天使
PS2専用ソフト。スクウェア・エニックス製作。2003年12月25日発売。ジャンルはアクションRPG。
鋼の錬金術師2 赤きエリクシルの悪魔
PS2専用ソフト。スクウェア・エニックス製作。2004年9月22日発売。ジャンルはアクションRPG。
鋼の錬金術師3 神を継ぐ少女
PS2専用ソフト。スクウェア・エニックス製作。2005年7月21日発売。ジャンルはアクションRPG。
鋼の錬金術師 迷走の輪舞曲（ロンド）
GBA専用ソフト。バンダイ（後のバンダイナムコゲームス）製作。2004年3月26日発売。ジャンルはアドベンチャーロールプレイングゲーム。
鋼の錬金術師 想い出の奏鳴曲（ソナタ）
GBA専用ソフト。バンダイ（後のバンダイナムコゲームス）製作。2004年7月22日発売。ジャンルはアドベンチャーロールプレイングゲーム。
鋼の錬金術師 ドリームカーニバル
PS2専用ソフト。バンダイ（後のバンダイナムコゲームス）製作。2004年8月26日発売。ジャンルはタッグ対戦アクション。
鋼の錬金術師 デュアルシンパシー 二人の絆
ニンテンドーDS専用ソフト。バンダイ（後のバンダイナムコゲームス）製作。2005年7月21日発売。ジャンルはアクションアドベンチャー。

### ラジオ
ラジオ大阪と文化放送にて、2003年10月から2005年9月まで『アニプレックスアワー ハガレン放送局』として放送された。
ラジオパーソナリティは、エドワード・エルリック役の朴璐美、アルフォンス・エルリック役の釘宮理恵の2人。後に月ごとにゲストパーソナリティを迎えていた。